# 判事 (律令制)
判事（はんじ、ことわるつかさ）とは、律令制で、刑部省に所属した職員で、四等官の外にある品官にあたる。裁判審理・裁定をつかさどった。大宰府にも設置されている。

## 概要
被疑者を尋問する解部（ときべ）の提出した鞫状（調書）をもとに、刑部卿とともに裁判の審理にあたり、適用する律令の条文を確定して判決案を定めた。大判事は定員2人で正五位下相当。中判事は定員4人で正六位下相当。少判事は定員4人で従六位下相当。
また、大宰府にも大判事1人（従六位下相当）・少判事一人（正七位上相当）があった。
多く明法家が任命され、一部、文章得業生などを任用することもあった。
大宝令以前にも刑部省（刑官）の判事があったことが、『日本書紀』からは窺うことができる。巻第二十六、斉明天皇4年11月には、
とあり、大化改新の官制に刑部尚書の官があったので、判事も設置されたものと見られる。
『書紀』巻第三十によると、持統天皇3年（689年）には、竹田王・土師根麻呂・大宅麻呂・藤原不比等・当麻桜井・穂積山守・中臣意美麻呂・巨勢多益須・大神安麻呂が判事に任命されている。
「判事」は平安中期以降は、中原氏・坂上氏の両家が世襲しており、寛平8年（896年）には令制判事定員の削減が行われている。